# Герб Сонори
Герб Вільного та Суверенного Штату Сонора — герб мексиканського штату Сонора.

## Опис
Він має синю рамку із золотим написом внизу, який говорить «штат Сонора». Внутрішня частина щита Сонора перетята на дві частини:
1. Верхнє півполе розділене на три поля клином вітрям догори з кольорами державного прапора: (зелений, срібний і червоний). У зеленому трикутнику праворуч золота гора, пересічену киркою та лопатою, що символізує видобуток корисних копалин. Центральний трикутник на срібному тлі містить танцівницю, яка виконує танець «Олень», що є типовим танцем корінних народів які, найбільш презентативної корінної спільноти штату на півночі Мексики. Третій червоний трикутник містить три снопи колосків і серп як символ землеробства Сонори.
2. Нижнє півполе розтяте на дві рівновеликі поля. Праворуч у золотому полі зображена голова бика, яка символізує худобу штату. Ліворуч презентація узбережжя штату Сонора, де Акулячий острів видно у спадаючій фігурі на акулі, яка символізує рибальство штату[1].

## Історія
До 1946 року Сонора мала на своєму гербі неоднозначних персонажів, таких як корінний житель у позі розп'ятого чоловіка зі свастикою на грудях. Це зображення художниці Марсії Кастело, незрозуміле для більшості населення, не давало чіткого уявлення про штат. На додаток, герб не був офіційним. Герб розробив художник Дієго Рівера в рамках проєкту з надання кожному суб'єкту федерації власного герба, але зробив він це зі столиці країни, не знаючи Сонори.
Тодішній губернатор, Абелардо Л. Родрігес, доручив архітектору Ласазону, чиновнику з громадських робіт уряду штату, розробити проєкт щита, який би більше відповідав сучасному розвитку Сонори.
Урядовець запросив свою команду співробітників до малювання. Він особливо відзначив участь талановитої людини, на ім'я Конрадо Гальєгос, уродженця соноранського міста Уепак, який є автором нинішнього герба Сонори (Конрадо Гальєгос також є автором герба Уепака, свого рідного міста). Його особистість була встановлена у вересні 1984 року завдяки інтерв'ю, опублікованому в журналі «Sonora Mágica», а також у газеті «El Sonorense».
«Я думав зробити прапор у вигляді трикутників, потім додав які, що танцює пасколу; у верхньому куті я розмістив снопи пшениці; три снопи пшениці, як я бачив їх у мілпах; в іншому куті я розмістив символ гірничої справи, думаючи про Кананею; символ худоби й узбережжя в нижніх кутах; я думав, що він буде добре виглядати з рибою-мечем, щоб надати йому відчуття руху, але архітектор Агілар модифікував його і поміняв на акулу, яку ми бачимо в цей час».
Затверджений виконавчою владою герб був введений в обіг без оголошення громадськості, коментарі інтелектуалів до якого були несприятливими. Професор та історик Едуардо В. Вілла представив герб, розроблений художником Франсіско Гарсія Бланко, але він не був прийнятий урядом.
Герб Сонори зазнав змін за часів губернатора Родольфо Фелікса Вальдеса, але вони були відкинуті під час правління губернатора Манліо Фабіо Бельтронеса.